# Désiré Beaurain
Désiré Beaurain (Berchem, 2 settembre 1881 – Schoten, 24 ottobre 1963) è stato uno schermidore belga, vincitore di una medaglia d'argento ed una di bronzo nella scherma ai giochi olimpici.